# 学校法人鎌倉女子大学
学校法人鎌倉女子大学（がっこうほうじんかまくらじょしだいがく）とは、神奈川県鎌倉市大船に本部を置く、幼稚園から大学まで6学校園を擁する学校法人である。創設者は松本生太。

## 沿革
- 1943年 松本生太が京浜女子家政理学専門学校（横浜市神奈川区）を設立。
- 1946年 戦火により横浜市のキャンパス失い、鎌倉市岩瀬に移転し再建。
- 1948年 京浜女子家政理学専門学校附属中学校を開学。
- 1950年 学制改革により京浜女子短期大学、附属高校、附属幼稚園を開学。
- 1951年 京浜女子短期大学附属小学校を開学。
- 1959年 京浜女子大学を開学。家政学部を設置。
- 1989年 校名を現在の鎌倉女子大学に改称。これに伴い学校法人名も学校法人鎌倉女子大学に改称。
- 2000年 大学に学術研究所と生涯学習センターを設置。
- 2002年 大学に日本初となる児童学部を設置。
- 2003年 鎌倉市大船にあった松竹大船撮影所跡地を大学・大学院・短期大学部の大船キャンパスとし移転。幼稚部から高等部までは岩瀬に残る。

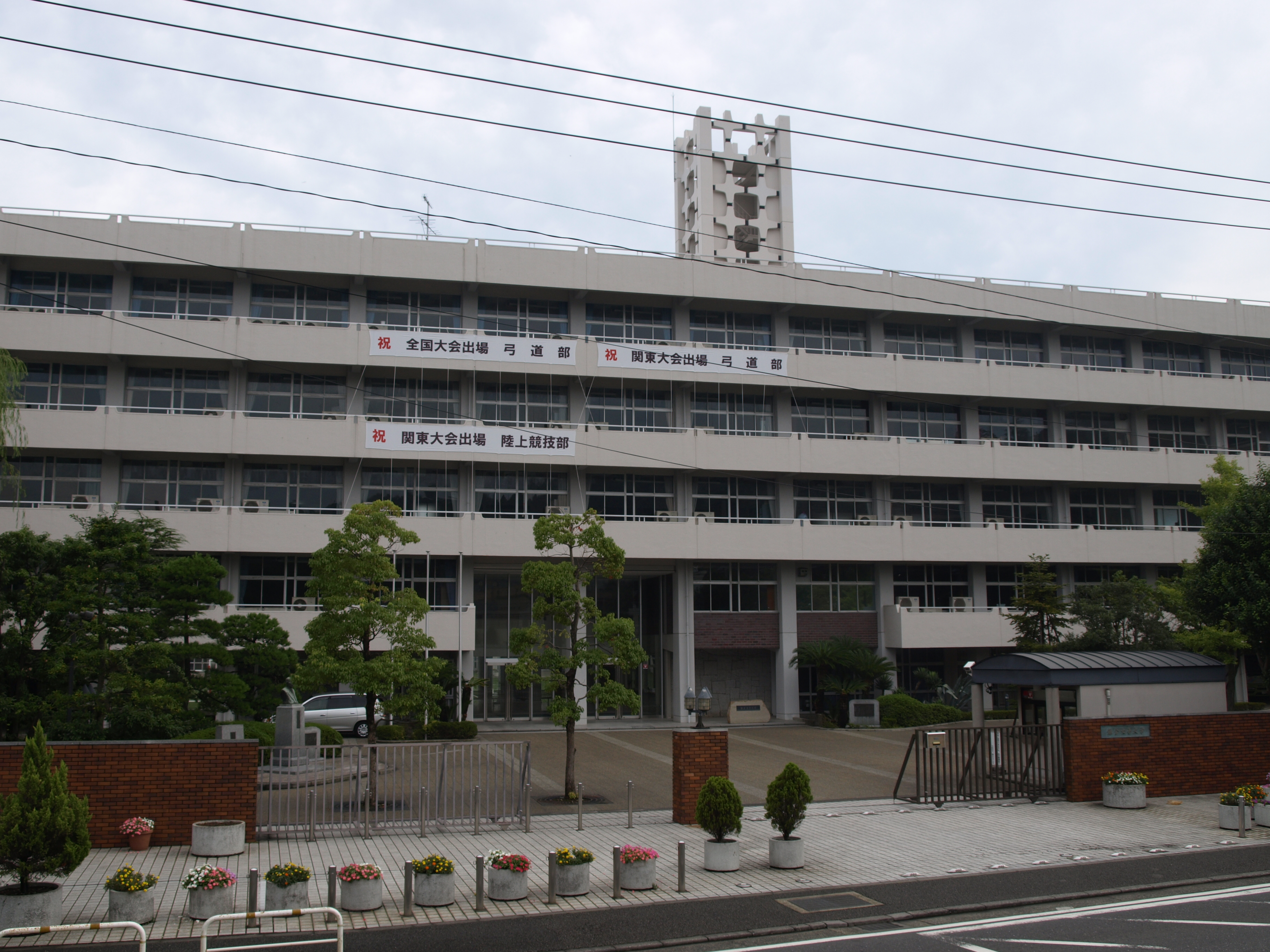
鎌倉女子大学中等部・高等部（鎌倉市岩瀬）

- 2009年 大学に教育学部を設置[1]。

## 設置校

### 大学
- 鎌倉女子大学、鎌倉女子大学大学院（神奈川県鎌倉市大船6-1-3） - 女子校

### 短期大学
- 鎌倉女子大学短期大学部（神奈川県鎌倉市大船6-1-3） - 女子校

### 中高一貫校
- 鎌倉女子大学中等部・高等部（神奈川県鎌倉市岩瀬1420） - 女子校

### 小学校
- 鎌倉女子大学初等部（神奈川県鎌倉市岩瀬1420）- 共学

### 幼稚園
- 鎌倉女子大学幼稚部（神奈川県鎌倉市岩瀬1420） - 共学

## 歴代理事長
- 初代　松本生太「学祖」
- 二代目　松本尚「学父」
- 三代目　松本紀子「学園主」
- 四代目　福井一光「現・理事長」
  - 本法人では、松本生太を「学祖」、松本尚を「学父」と呼んでいる。また、「学園主」という名称もあり、これは本法人の創設一族に付けられる敬称であり、学校法人の管理者である理事長とは別のものである。現在の学園主は、第三代理事長であった松本紀子である。